# 長鬐郡
長鬐郡（チャンギぐん、ちょうきぐん、朝鮮語: 장기군）は、現在の慶尚北道浦項市南区および慶州市のそれぞれの一部にあった郡。1914年、迎日郡と慶州郡に分割編入され廃止。

## 歴史
- 三国時代は新羅の只沓県の一部だった。[1]
- 景徳王16年（757年）- 鬐立県に改名し、後に義昌郡の一部となった。 [1]
- 高麗時代の太祖13年（930年）- 鬐立県は長鬐県に改名して顕宗9年（1018年）には慶州府に内属した。 [1]
- 李氏朝鮮時代、長鬐県には従六品に相当する県監が置かれ、慶州府の領県だった。[1]
- 1765年時点 - 長鬐県は邑内面、西面、北面の3面を管轄。（1789年には県内面35坊、西面15坊、北面36坊の3面86坊。1832年には県内面13里、西面10里、北面14里の3面37里。）[1]
- 1895年 - 二十三府制の施行により、長鬐県は長鬐郡に改編されて東萊府に属し、3面49里を管轄。 [2]
- 1896年 - 十三道制の施行により、長鬐郡は慶尚北道の管轄となる。[3]
- 1906年 - 慶州郡東海面を編入し内南面（後の陽北面）と陽南面に分けられ、長鬐郡北面も内北面と外北面に分けられ、あわせて6面となる。
- 日本統治時代に入った1912年 - 長鬐郡は6面135里（うち県内面：30、内南面：33、陽南面：15、西面：26、内北面17、外北面：14）を管轄し、郡庁所在地は県内面東部里にあった。
- 1914年3月1日 - 内南面・陽南面（あわせて旧・東海面）は陽北面・陽南面として慶州郡に返還。残存区域の県内面・内北面・外北面・西面の4面が滄州面（内北面と外北面を16洞）・長鬐面（県内面を12洞）・峯山面（西面を11洞） の3面に廃統合され、長鬐郡は他郡と統合して迎日郡となり、長鬐郡は廃止された。

## 1914年以降
| 朝鮮総督府令第111号 |              | |
| 旧行政区域 | 新行政区域   | 新行政区域 |
| 長鬐郡県内面 | 迎日郡長鬐面 | 계원리、금곡리、두원리、마현리、방산리、산서리、수성리、신창리、양포리、영암리、읍내리、임중리                                                                                                 |
| 長鬐郡西面 | 迎日郡西面   | 금오리、대곡리、대진리、모포리、서촌리、신계리、정천리、죽정리、창지리、학계리、학곡리 |
| 長鬐郡外北面 | 迎日郡滄州面 | 강사리、구룡포리、눌태리、대보리、삼정리、석병리、후동리 |
| 長鬐郡内北面 | 迎日郡滄州面 | 공당리、구평리、병포리、상정리、성동리、장길리、중산리、중흥리、하정리 |
| 長鬐郡内南面안포리/전동리 일부、구길리、권리동、상정리/고라리、노동리、가곡리/대본리、두산리、범곡리、봉길리、송전리、안동리、어일리/신기리、연동리/오류동/창사리、중기리/와읍리、용담리/원당리、용동리、입천리、장항리/(경주군 외동면)상신리 일부、전동리 일부、장진동/전촌리/법동리、죽전리、팔조리、호동리、호암리 | 慶州郡陽北面 | 감포리、구길리、권이리、나정리、노동리、대본리、두산리、범곡리、봉길리、송전리、안동리、어일리、오류리、와읍리、용당리、용동리、입천리、장항리、전동리、전촌리、죽전리、팔조리、호동리、호암리 |
| 長鬐郡陽南面기구리、나산리、나아리、상계리、상라리、서동리、석촌리、석읍리、수렴리、신대리 일부、신서리、읍천리/죽전리、하서리、환서리、효동리 | 慶州郡陽南面 | 基邱里、羅山里、羅児里、上渓里、上羅里、瑞洞里、石村里、石邑里、水念里、新垈里、新西里、邑川里、下西里、環西里、孝洞里                                                                         |